# Cornufer paepkei
Cornufer paepkei é uma espécie de anfíbio anuro da família Ceratobatrachidae. Está presente na Indonésia. A UICN classificou-a como deficiente de dados.